# 潘波勒
潘波勒（法語：Paimpol，法語：[pɛ̃pɔl] ⓘ），法国西北部城市，布列塔尼大区阿摩尔滨海省的一个市镇，隶属于甘冈区，其市镇面积为23.61平方公里，2022年1月1日时人口数量为7,266人，在法国城市中排名第1,461位。
潘波勒位于阿摩尔滨海省北部，大西洋海滨，建城于中世纪末，因盛产鳕鱼和牡蛎而闻名，被称为「冰岛城」（Cité Islande）。现代则是一个区域性的中心城市，与甘冈共同组成了一个大型的城市圈公共社区。

## 地名来源

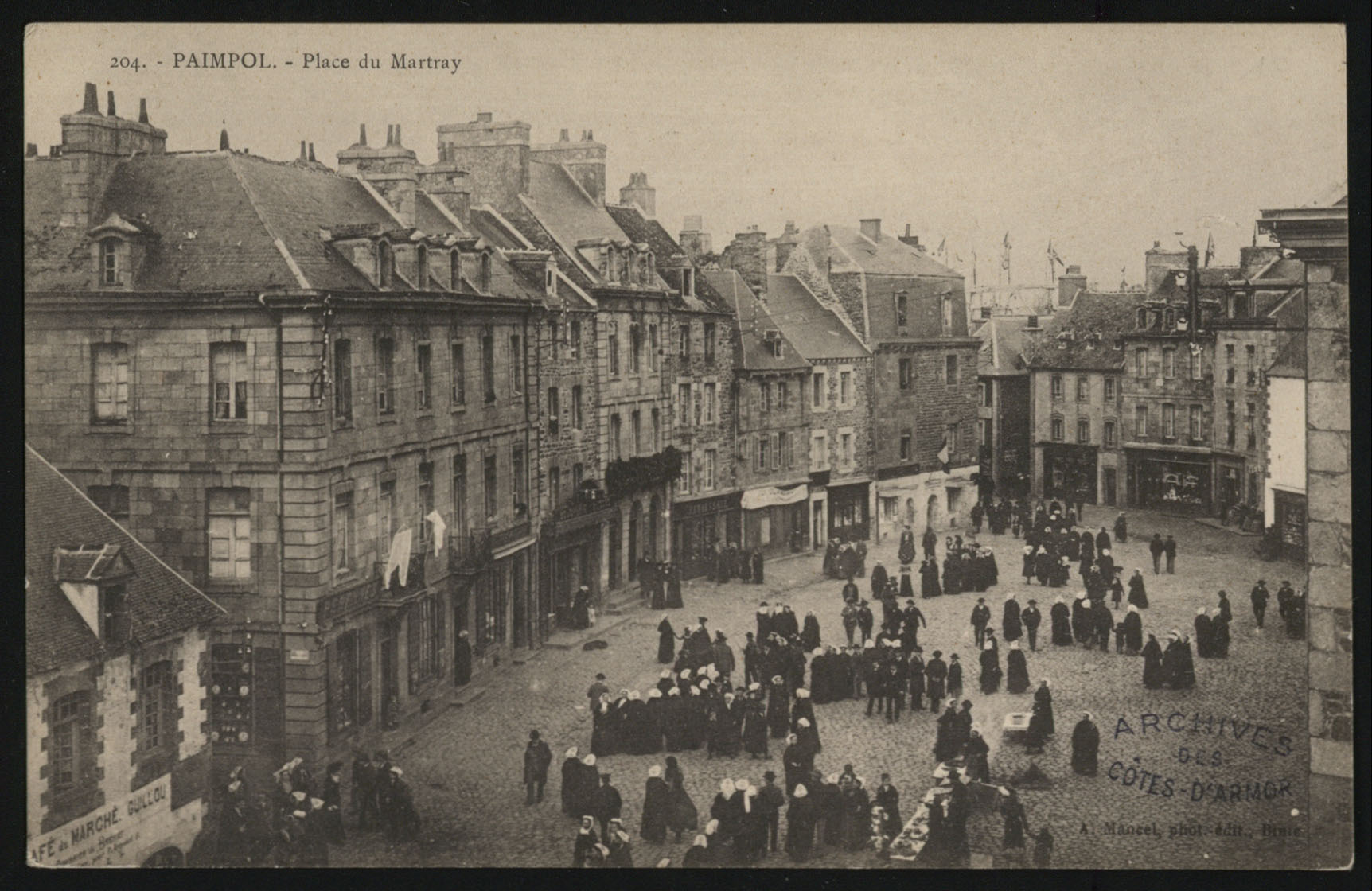
20世纪初的潘波勒市中心

“潘波勒”一名最初于1189年以的形式被记载，来源于古布列塔尼语，意为“湖泊的尽头”（l'extrémité de l'étang）。

## 历史
潘波勒属于戈埃洛地区，其伯爵于1202年在此修建博波尔修道院。潘波勒长期为布列塔尼北部沿海地区的一处普通渔村，因盛产鳕鱼和牡蛎而得到发展。法国航海文学家皮埃尔·洛蒂曾在其小说《冰岛渔夫》中对潘波勒的渔民生活有过详尽的描述，潘波勒也因此被称为"冰岛城"（Cité Islande）。法国大革命后，潘波勒成为阿摩尔滨海省的一个市镇，同时也是一个县治所在地。1824年，朗维涅克整体并入潘波勒。工业革命期间，连接潘波勒和甘冈之间的铁路建成。19世纪中期，潘波勒及附近地区曾遭遇了霍乱疫情，这使得当地居民有了自发产生了在房屋内四个方向放置仙女塑像以驱灾的习俗，并延续到了20世纪60年代。1960年11月26日，相邻的凯里蒂和普卢内合并入潘波勒，该次调整被称为“大潘波勒计划”（Grand Paimpol）。

## 地理

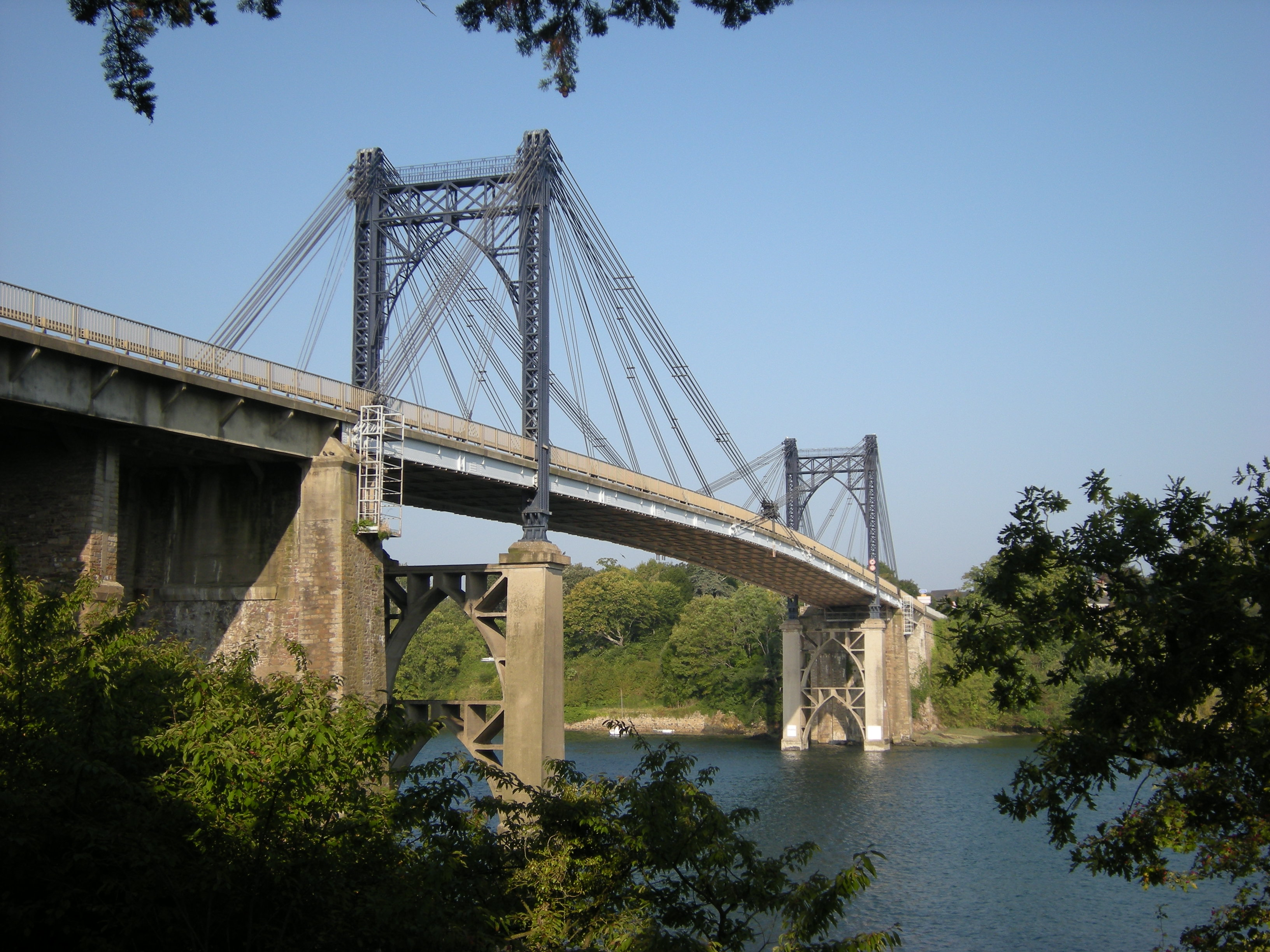
横跨特里厄河口的莱扎尔德里约大桥

潘波勒位于法国西北部，布列塔尼大区北部和阿摩尔滨海省北部，距离省会圣布里厄大约46公里。与潘波勒接壤的市镇包括：凯尔福特、普卢巴兹拉内克、普卢埃泽克、普卢里沃。

### 地形
潘波勒位于布列塔尼半岛北部沿海，境内以浅丘为主，市中心地势平坦，全境海拔在0到86米之间。

### 水文
基尼克河（Quinic）自南向北流经潘波勒老城区，并注入港口。市区段宽度大约5米，在共和广场附近为地下河。市镇范围的西侧则濒临特里厄河口。

### 植被
潘波勒属于温带落叶林区，林地主要分布于市区东部的海岸线附近。

### 气候
潘波勒在柯本气候分类法中属于温带海洋性气候。
距离潘波勒最近的气象站位于布雷阿岛，以下为该气象站的数据（其中日照数据取自圣布里厄）：
| 布雷阿岛1981年－2019年 | 布雷阿岛1981年－2019年 | 布雷阿岛1981年－2019年 | 布雷阿岛1981年－2019年 | 布雷阿岛1981年－2019年 | 布雷阿岛1981年－2019年 | 布雷阿岛1981年－2019年 | 布雷阿岛1981年－2019年 | 布雷阿岛1981年－2019年 | 布雷阿岛1981年－2019年 | 布雷阿岛1981年－2019年 | 布雷阿岛1981年－2019年 | 布雷阿岛1981年－2019年 | 布雷阿岛1981年－2019年 |
| 月份                   | 1月                    | 2月                    | 3月                    | 4月                    | 5月                    | 6月                    | 7月                    | 8月                    | 9月                    | 10月                   | 11月                   | 12月                   | 全年                   |
| ---------------------- | ---------------------- | ---------------------- | ---------------------- | ---------------------- | ---------------------- | ---------------------- | ---------------------- | ---------------------- | ---------------------- | ---------------------- | ---------------------- | ---------------------- | ---------------------- |
| 历史最高温 °C（°F）    | 18.2 (64.8)            | 17 (63)                | 21 (70)                | 23.5 (74.3)            | 26.4 (79.5)            | 29.6 (85.3)            | 31.4 (88.5)            | 30.7 (87.3)            | 29.6 (85.3)            | 24 (75)                | 19.6 (67.3)            | 20 (68)                | 31.4 (88.5)            |
| 平均高温 °C（°F）      | 9.1 (48.4)             | 9 (48)                 | 11.1 (52.0)            | 12.2 (54.0)            | 14.9 (58.8)            | 17.3 (63.1)            | 20 (68)                | 20.3 (68.5)            | 18.7 (65.7)            | 15.7 (60.3)            | 12.2 (54.0)            | 10 (50)                | 14.2 (57.6)            |
| 日均气温 °C（°F）      | 7.3 (45.1)             | 6.9 (44.4)             | 8.7 (47.7)             | 9.7 (49.5)             | 12.3 (54.1)            | 14.7 (58.5)            | 17.2 (63.0)            | 17.6 (63.7)            | 16.2 (61.2)            | 13.5 (56.3)            | 10.3 (50.5)            | 8.2 (46.8)             | 11.9 (53.4)            |
| 平均低温 °C（°F）      | 5.6 (42.1)             | 5.1 (41.2)             | 6.5 (43.7)             | 7.3 (45.1)             | 9.7 (49.5)             | 12.2 (54.0)            | 14.5 (58.1)            | 14.9 (58.8)            | 13.8 (56.8)            | 11.4 (52.5)            | 8.6 (47.5)             | 6.7 (44.1)             | 9.7 (49.5)             |
| 历史最低温 °C（°F）    | −6.6 (20.1)            | −5.8 (21.6)            | −1.2 (29.8)            | 0 (32)                 | 3 (37)                 | 7 (45)                 | 10 (50)                | 10.4 (50.7)            | 6.1 (43.0)             | 4.6 (40.3)             | 0 (32)                 | −1.6 (29.1)            | −6.6 (20.1)            |
| 平均降水量 mm（）      | 87.2 (3.43)            | 73.8 (2.91)            | 67.6 (2.66)            | 59.1 (2.33)            | 66.9 (2.63)            | 47.2 (1.86)            | 35.1 (1.38)            | 50.8 (2.00)            | 122 (4.8)              | 82.8 (3.26)            | 91.5 (3.60)            | 105.8 (4.17)           | 889.5 (35.02)          |
| 月均日照時數           | 64.8                   | 76.8                   | 118.1                  | 152.4                  | 179.5                  | 198.7                  | 186.3                  | 178.1                  | 160.9                  | 107                    | 77.8                   | 64.5                   | 1,564.9                |
| 来源：infoclimat.fr    |                        |                        |                        |                        |                        |                        |                        |                        |                        |                        |                        |                        |                        |

## 行政区划
潘波勒是法国布列塔尼大区阿摩尔滨海省的一个市镇，编号为22162。潘波勒隶属于甘冈区，隶属于阿摩尔滨海省第五选区，管理潘波勒县，同时也是甘冈-潘波勒城市圈公共社区的组成部分。
法国国家统计与经济研究所（简称）在进行数据统计时，将包括潘波勒在内的周边共9个市镇划为潘波勒城市区。自2020年起，该城市区被包含13个市镇的潘波勒城市辐射区代替。同时，还将潘波勒市镇分为了3个“块区”（IRIS），以便于统计人口分布情况。

## 交通

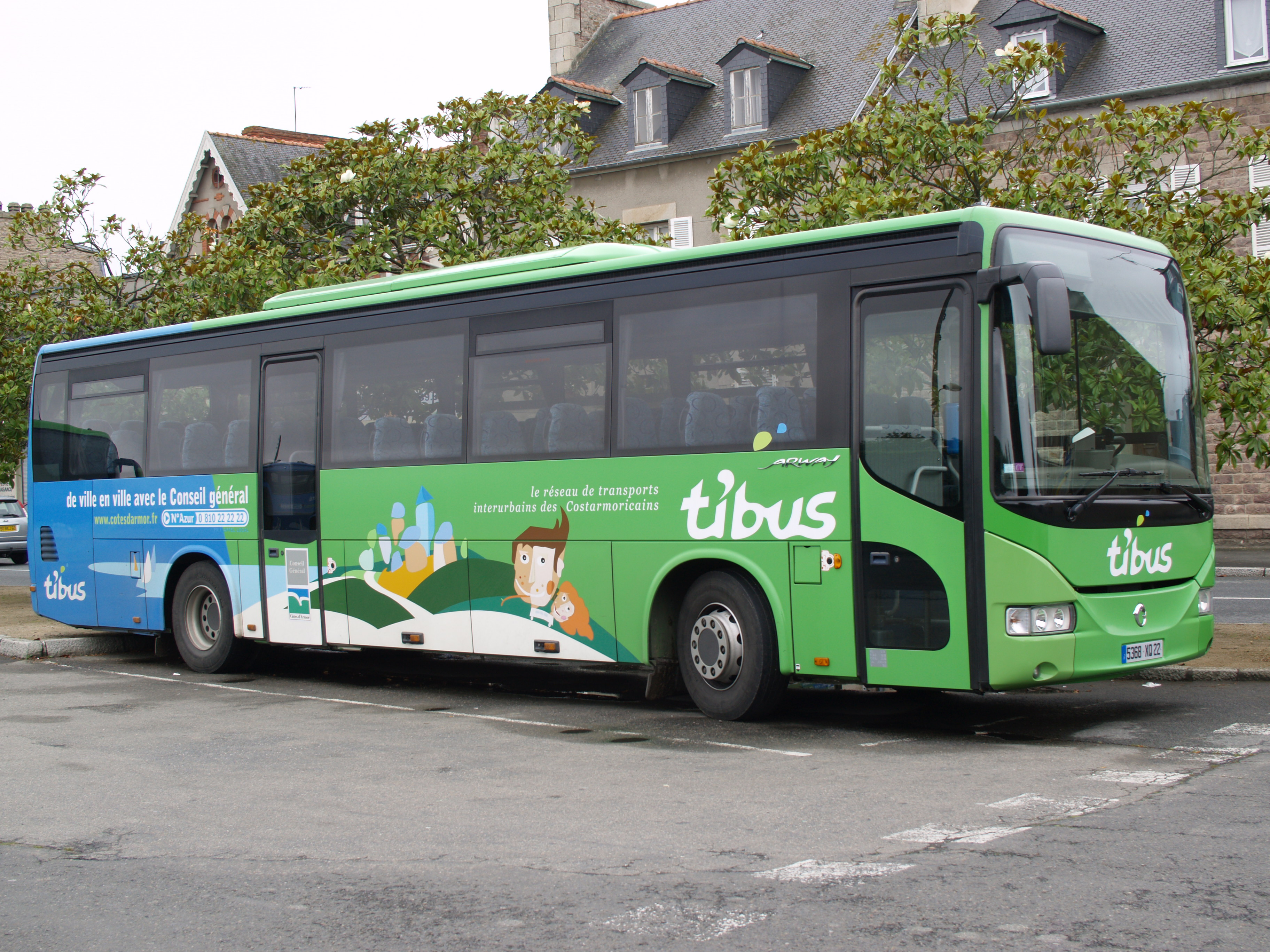
潘波勒境内停靠的一辆城际巴士

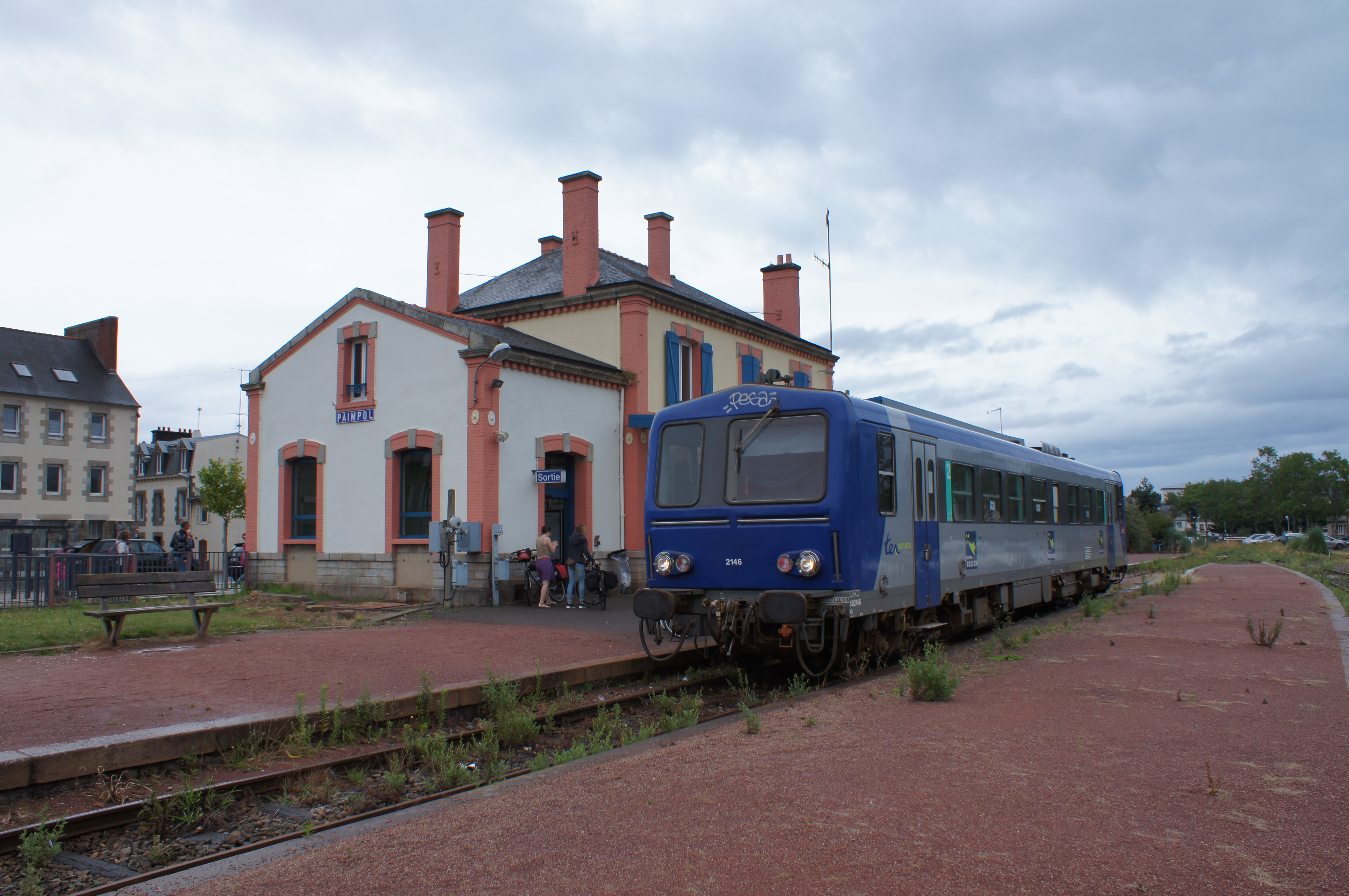
潘波勒火车站

### 公路
阿摩尔滨海省省道D7线、D15线、D786线和D789线在潘波勒境内交汇，其中D786线通过莱扎尔德里约大桥连接该省西北部地区。布列塔尼大区下属的城际客运提供巴士线路，可前往圣布里厄和拉尼永。
2017年，60.4%的潘波勒家庭拥有至少一辆的私人汽车。2018年，潘波勒境内共发生各类交通事故2起，造成2人受伤。

### 铁路
潘波勒位于甘冈－潘波勒铁路的终点。潘波勒站位于市区，每天开行数班前往甘冈的区域列车，部分班次可接驳前往巴黎的高速列车。

### 航空
距离潘波勒最近的民用航空站为拉尼永机场，距离潘波勒市中心的公路里程约35公里。

### 水运
潘波勒港口开行前往布雷阿岛的小型轮渡。

### 城市公共交通
潘波勒暂无城市公共交通系统。

## 政治

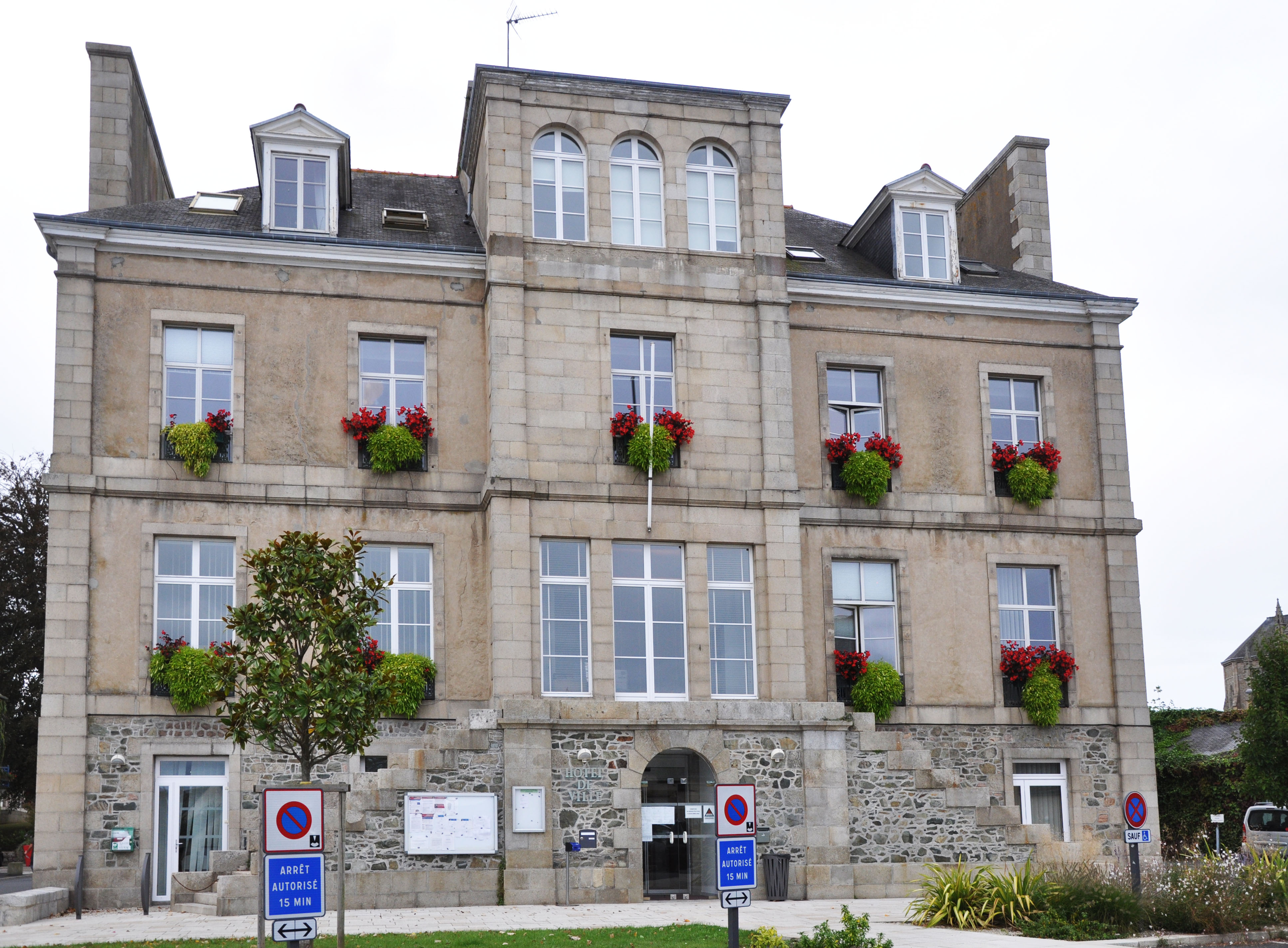
潘波勒市政厅

潘波勒的现任市长为范妮·沙佩女士（Fanny Chappé），她是社会党的一名成员，在2020年的市政选举中获得了50.31%的支持率。
在2017年的法国总统大选中，法国第25任总统埃马纽埃尔·马克龙在潘波勒获得了75.72%的支持率。
| 潘波勒历届市长 |                     |                                                           |
| 任期           | 市长                | 党派                                                      |
| 1944年－1947年 | 亚里斯蒂特·费利科   | 不详                                                      |
| 1947年－1955年 | 欧仁·费利科         | 不详                                                      |
| 1955年－1959年 | 路易·库潘           | 不详                                                      |
| 1959年－1960年 | 弗雷德里克·博纳     | 不详                                                      |
| 1960年－1961年 | 路易·库潘           | 不详                                                      |
| 1961年－1995年 | 马克斯·凯里安       | PS社会党                                                  |
| 1995年－2001年 | 波莱特·卡普里       | PS社会党                                                  |
| 2001年－2004年 | 雅克·萨莱温         | UDF法国民主联盟 →UMP人民运动联盟                          |
| 2004年－2008年 | 让-保罗·波沙尔      | DVD右翼无党派人士                                         |
| 2008年－2020年 | 让-伊夫·德·谢兹马丹 | UDF法国民主联盟 →MoDem民主运动 →UDI民主人士和独立人士联盟 |
| 2020年－       | 范妮·沙佩           | PS社会党                                                  |

## 人口
2017年，潘波勒市镇人口数量为7,172，在法国排名第1,461位。其中男性3,181人，女性3,991人，75岁及以上人口占18.5%，外籍人口数量为1,493人，人口密度为304人/平方公里，当地居民被称为（男性）或（女性）。2018年，潘波勒境内出生38人，死亡人口153人。
| 年份   | 1936  | 1946  | 1954  | 1962  | 1968  | 1975  | 1982  | 1990  | 1999  | 2006  | 2007  | 2012  | 2018  |
| ------ | ----- | ----- | ----- | ----- | ----- | ----- | ----- | ----- | ----- | ----- | ----- | ----- | ----- |
| 人口數 | 2,528 | 2,781 | 2,795 | 7,713 | 7,723 | 8,176 | 7,994 | 7,856 | 7,932 | 7,788 | 7,756 | 7,293 | 7,178 |

## 经济
潘波勒是一个区域性的中心城市，当地共有各类用人单位1,533家，平均历史为17年，其中99.07%为中小型企业（PME）。（农产品贸易）、（建筑装饰）及（快餐）是当地2019年营业额最高的三个企业，分别为5,929,744欧元、2,426,432欧元和2,374,419欧元。

## 财政收入
2019年，潘波勒的财政收入总额为10,734,800欧元，财政支出总额为10,337,300欧元，当年的债务总额为10,839,900欧元。2017年，潘波勒的财政支出主要用于以下方面：
- 行政综合开支：33%
- 城市改造：22%
- 教育：13%
- 社会：14%
- 文化：5%
- 治安：9%
- 体育：4%

2015年，潘波勒的人均月收入总额为2,145欧元，其中高级职员为4,318欧元，中级职员为2,346欧元，普通职员为1,763欧元。
2017年，潘波勒境内的青壮年（15至64岁）失业率为16.6%，当地49.4%的家庭拥有纳税资格。

## 社会事务

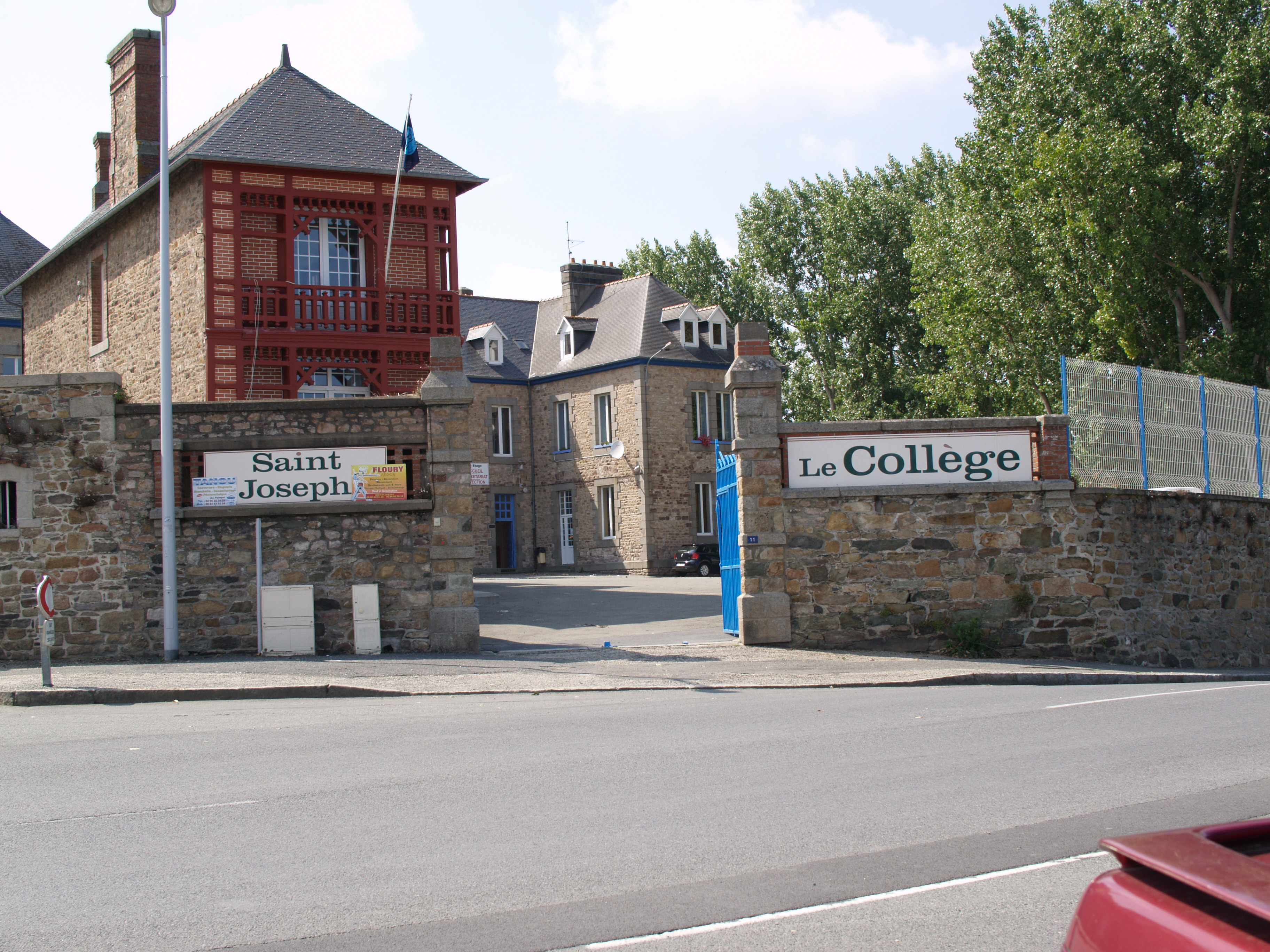
潘波勒的一处初级中学

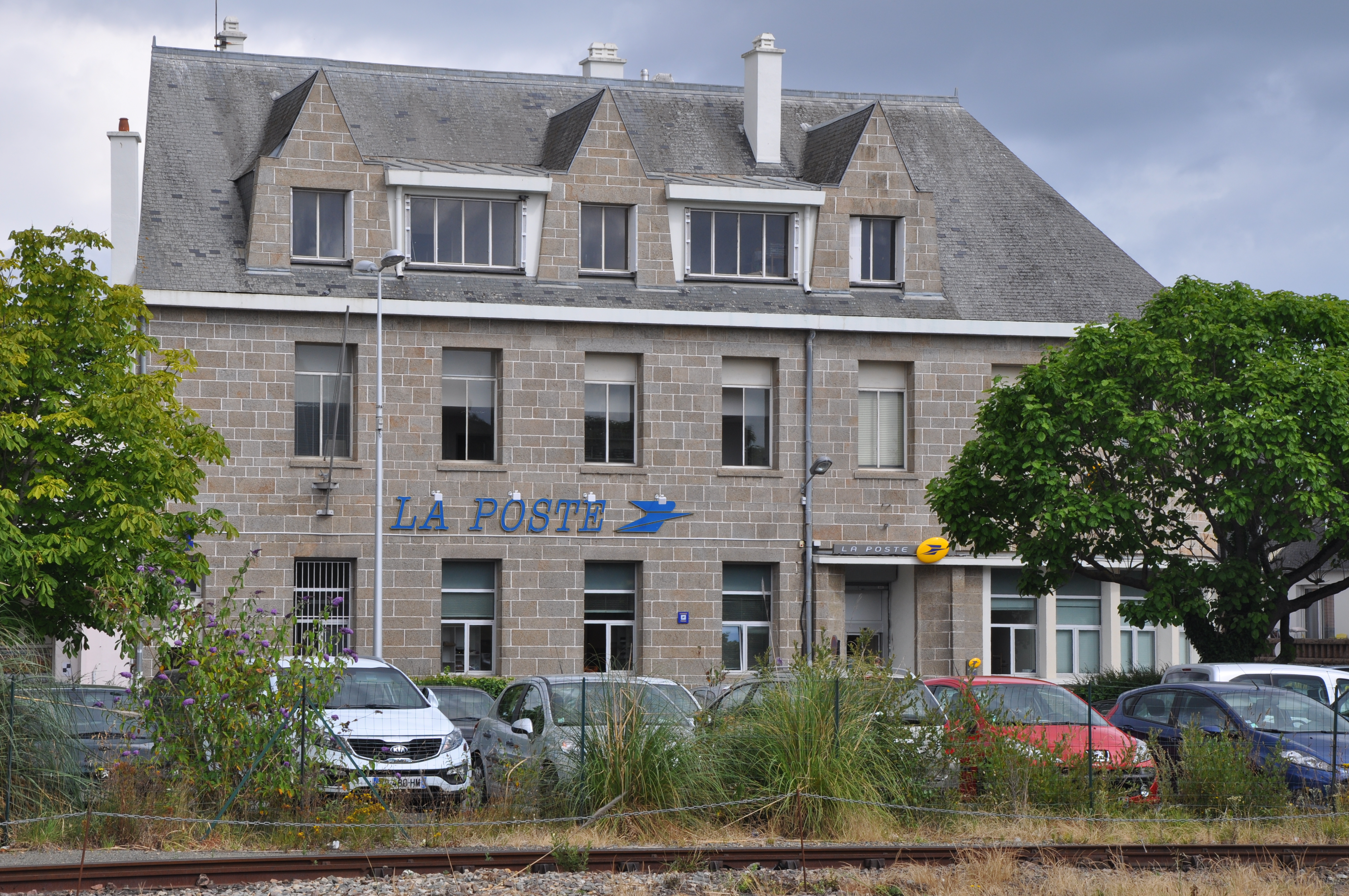
潘波勒邮局

### 教育
潘波勒属于雷恩学区。截止2019年1月1日，潘波勒境内共有3所小学、2所初级中学、1所普通高中和1所职业高中，其中部分学校开设布列塔尼语课程。2018至2019学年度，潘波勒境内共有在校中等教育阶段学生1,530名。

### 医疗
截止2019年1月1日，潘波勒境内共有全科医生18名、保健师16名、牙医5名、护士20名、耳科医生1名、眼科医生4名、助产士3名、儿科医生1名和妇科医生1名。境内共有药房5家、养老院4家、残疾人帮扶中心1家。
潘波勒中心医院（Centre Hospitalier de Paimpol）是法国的一个区域性医疗机构，其主病区位于潘波勒市区，设有床位202个，是当地规模最大的公立综合性医院。

### 住房
2017年，潘波勒境内共有各类住房5,212套，其中66.7%为独立式居民区，32.9%为集中式居民区。常住房屋占潘波勒市镇范围内居民建筑总量的74.4%。

### 商业
2019年，潘波勒境内共有各类实体商铺270家，其中餐厅50家、大型超市5家、杂货店2家、面包房10家、肉铺3家、书店3家、装饰品店4家、银行门店8家、美容美发店18家、汽车维修店7家。市区东南部建有开放式商业街区，家乐福超市在此有一处购物中心。

### 体育
2019年，潘波勒境内共有2家游泳池、2间体育馆、1座综合体育场、6处网球场、1处马术场、3处足球或橄榄球场、2处篮球或排球场以及1处高尔夫球场。
截至2021年1月，潘波勒境内共有三家注册足球俱乐部。
- 潘波勒体育会（Stade Paimpolais FC），2020至2021赛季参加布列塔尼大区足球联赛（法语：Ligue de Bretagne de football）
- 凯里蒂足球俱乐部（US Kérity），2020至2021赛季参加阿摩尔滨海省足球联赛
- 冰岛休闲足球俱乐部（Foot Loisirs Islandais）

### 环境
潘波勒的环境事务由其所属的公共社区负责。2019年，潘波勒境内暂无污染企业。潘波勒市区西部设有垃圾综合处理中心。
在市容方面，潘波勒市区不允许街头涂鸦，市政府下属专门机构负责集中清理。

### 治安
2019年，潘波勒市镇范围内有1处宪兵队。
2014年，潘波勒及附近地区共发生各类案件2,714起，其中盗窃类案件1,604起，经济类案件420起，毒品交易类案件138起。

## 文化
2019年，潘波勒境内有1家电影院。潘波勒市政府提供多媒体中心，向公众全年开放。当地每周二上午设有大型综合集市。

### 建筑
潘波勒境内有多处法国国家文物保护单位，其中博波尔修道院是等为当地的代表性建筑物。

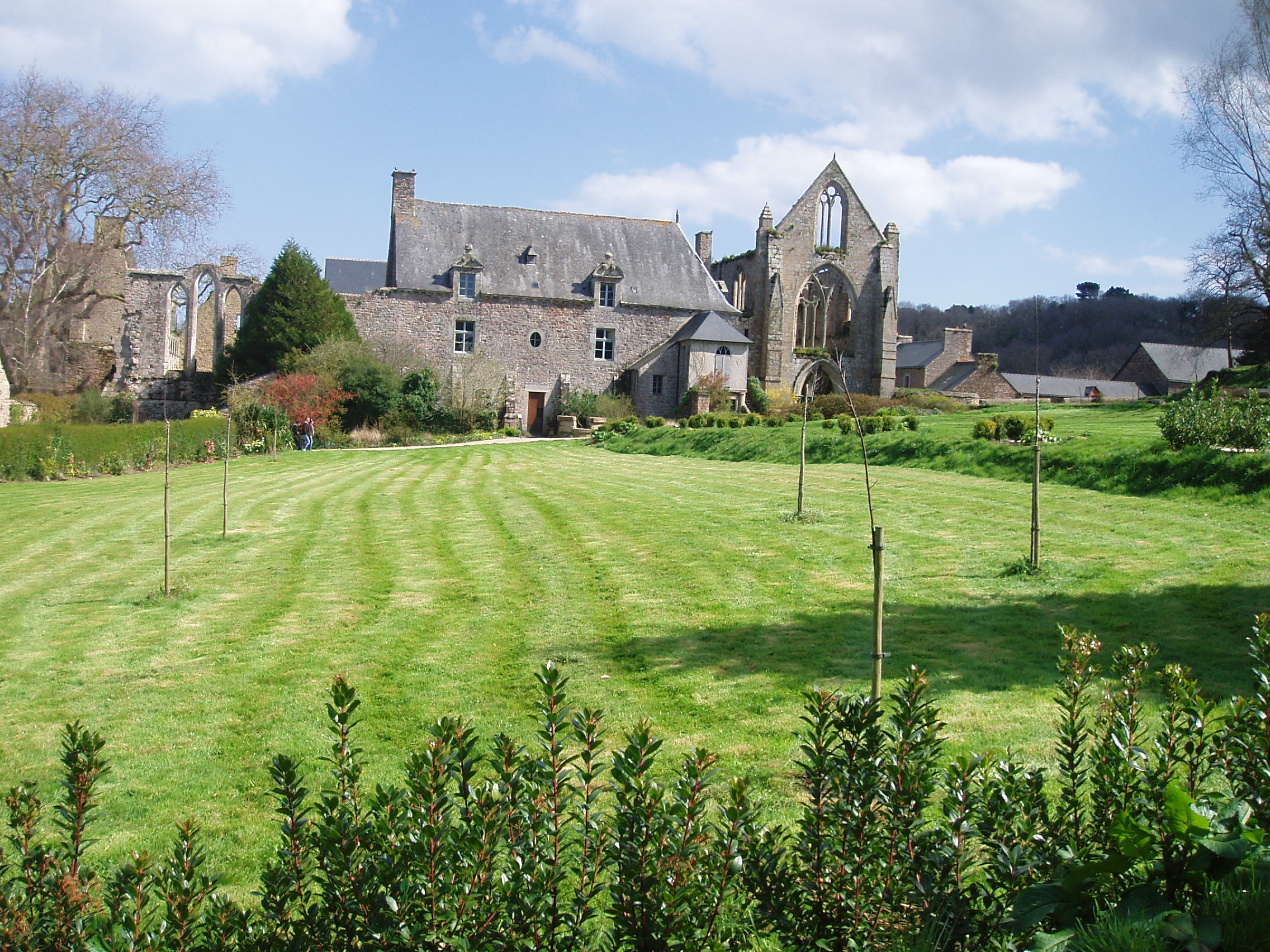
博波尔修道院（法语：Abbaye de Beauport）
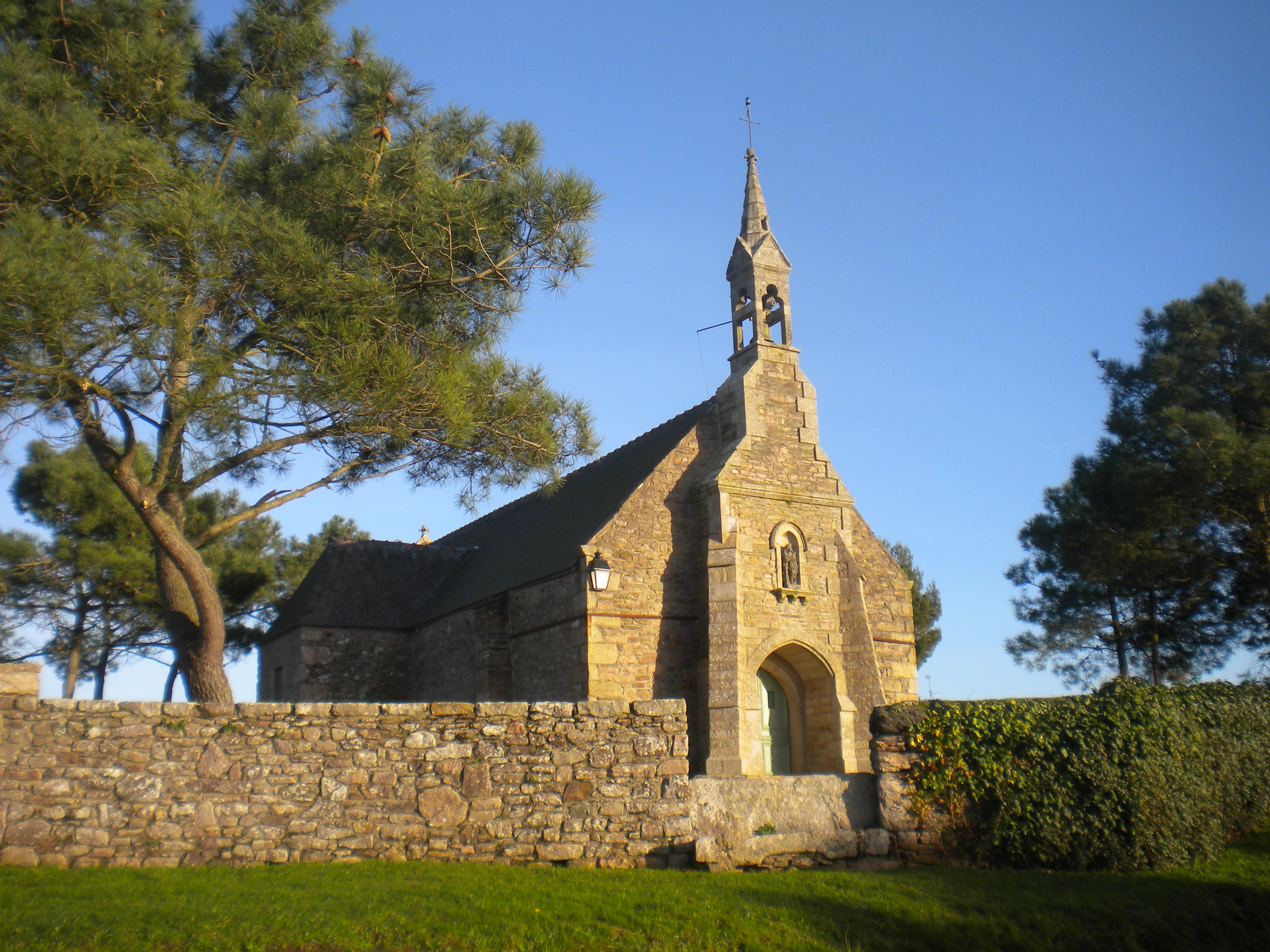
圣巴尔布小教堂
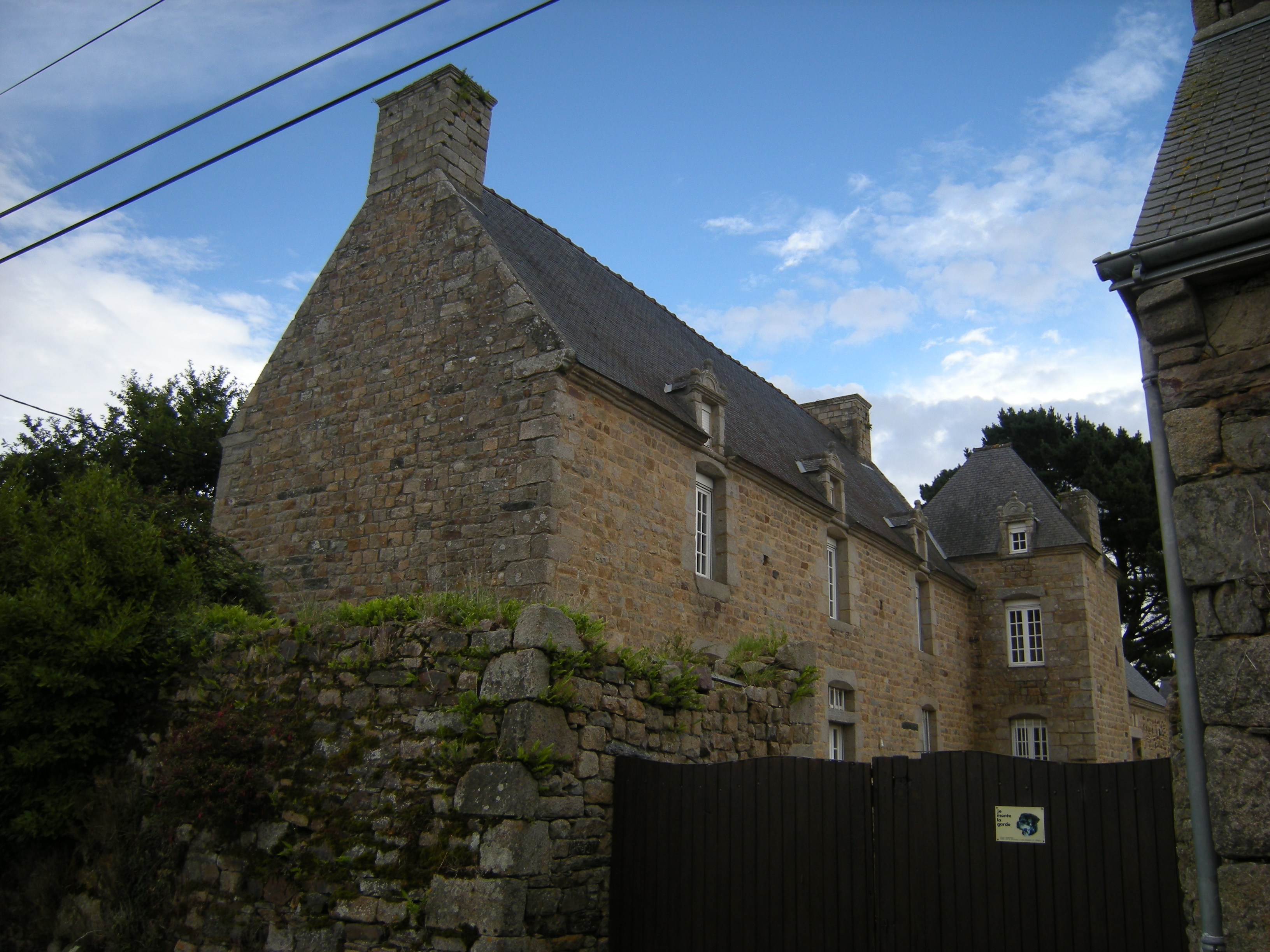
大蓬泰巴尔宅邸
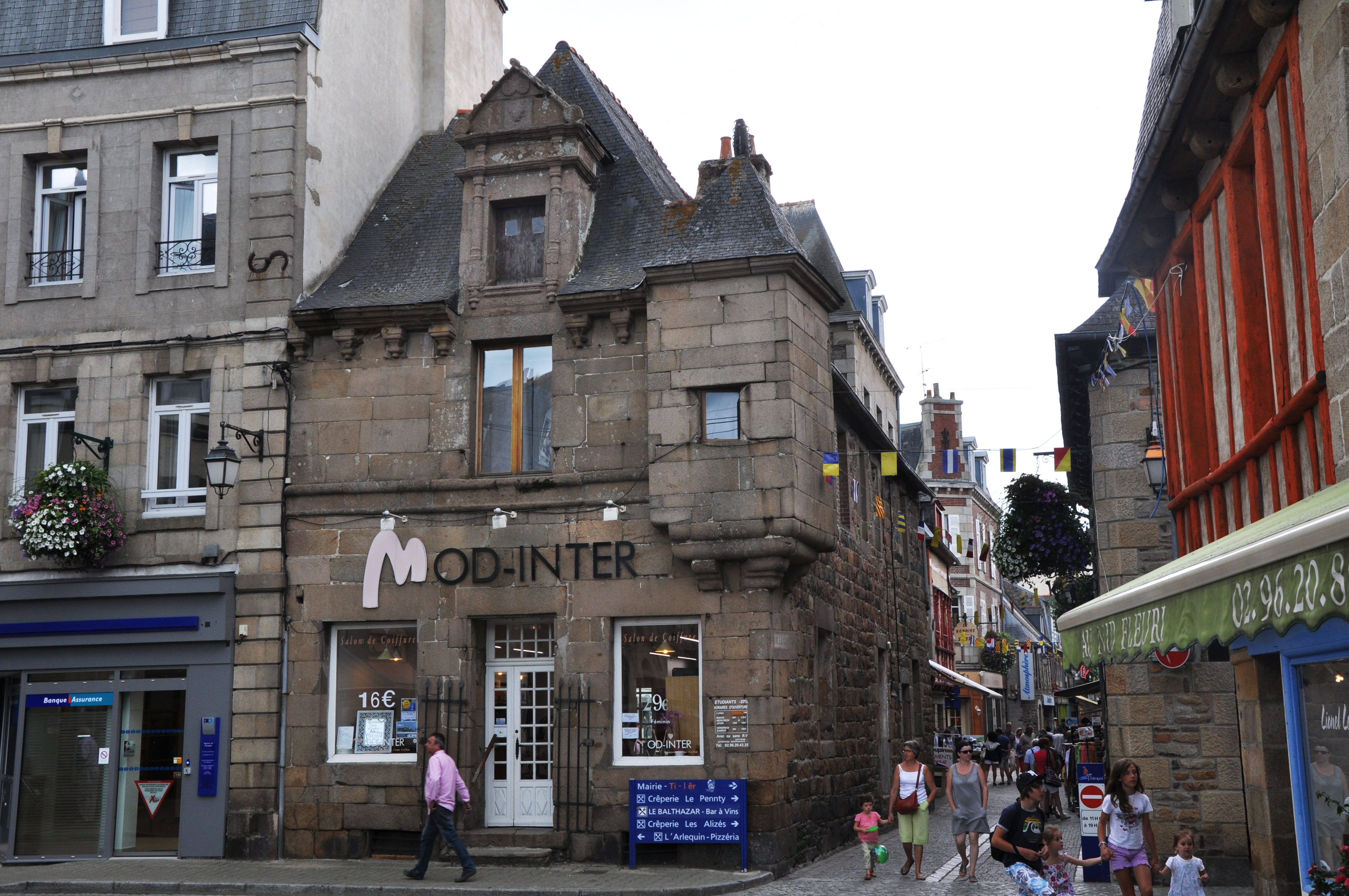
市中心长途建筑
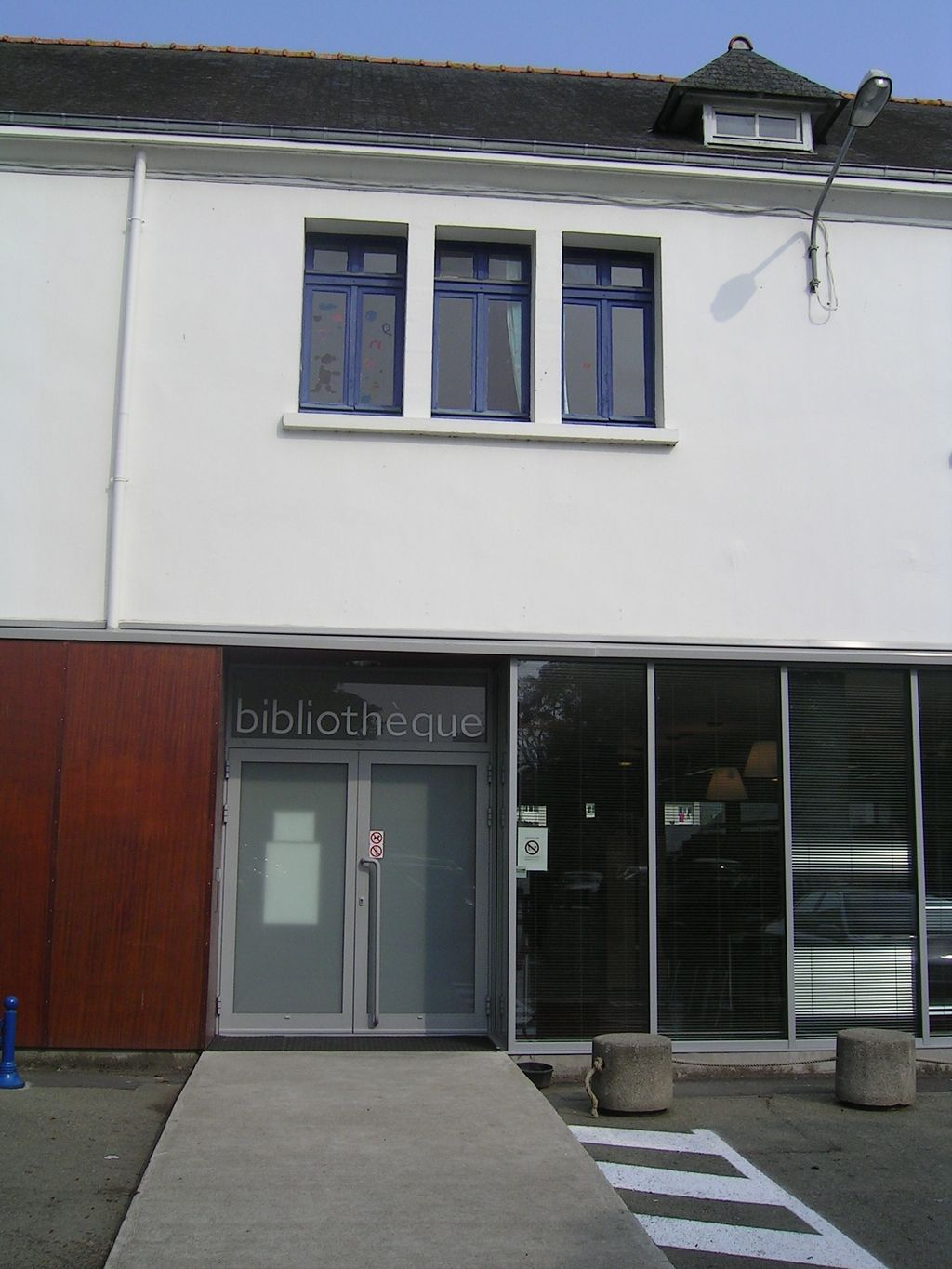
图书馆

### 旅游
潘波勒的旅游事务由其所属的公共社区负责。2020年，潘波勒境内共有6家宾馆共计113间房间；另有1个露营地，可容纳共150辆露营车。

### 媒体
法国主要的媒体均可在潘波勒接收，法国电视三台下属的布列塔尼大区频道在部分时段播出潘波勒所属区域的地方新闻。

## 活动
自1989年起，潘波勒每两年举办一次水手歌唱大赛。

## 友好城市
截至2021年1月，潘波勒共与两座城市互为友好城市关系：
- 冰島 格倫達菲厄澤
- 英格兰 罗姆西